# Schloss Vöhl
Das Schloss Vöhl war eine mittelalterliche, im 17. Jahrhundert im Stil des Barock erweiterte Schlossanlage in Vöhl im Landkreis Waldeck-Frankenberg, Hessen (Deutschland). Es wurde 1845 abgerissen, und nur noch geringe Reste (der Schlossbrunnen, ein Türmchen in den Resten der Schlossmauer, ein Wappenstein) erinnern daran.

## Geschichte
1381/83 wurde Thile I. Wolff von Gudenberg Besitzer der Herrschaft Itter, da ihm die Grafen von Waldeck und die Landgrafen von Hessen ihre jeweiligen Anteile verpfändeten. Thile bezog die Itterburg, nannte sich nunmehr „Wolff von Gudenberg zu Itter“, und begann mit dem Bau einer neuen Burg am südlichen Ortsrand von Vöhl, die er dann zu seiner Residenz machte. Die Anlage mitsamt den dazugehörigen Wirtschaftsgebäuden erstreckte sich über mehrere hundert Meter vom heutigen Richard-Heinzerling-Weg bis hin zum 1588 errichteten Amtshaus.
1542 lösten die Waldecker, 1562 auch die Landgrafen von Hessen ihr Pfand ein – beide gegen den entschiedenen Widerstand der Wolff von Gudenberg, die sich als dadurch enteignet betrachteten und erst nach langem Rechtsstreit aus Vöhl nach Höringhausen abzogen. Danach wurde die Burganlage in Vöhl von landgräflichen Amtmännern genutzt.
Vöhl und die Herrschaft Itter wechselten in der Folgezeit auf Grund der Landesteilungen und Erbfälle im Haus Hessen mehrmals den Besitzer, insbesondere auch während des Dreißigjährigen Krieges. Am 14. Mai 1639 – die Herrschaft Itter gehörte gerade zur Landgrafschaft Hessen-Darmstadt – übertrug Landgraf Ludwig V. sie als Paragium an seinen Bruder Philipp, der allerdings weiter in seinem Schloss in Butzbach residierte. Nach Philipps Tod 1643 fiel die Herrschaft Itter wieder an den Landgrafen in Darmstadt. Auf den Zustand des Schlosses in Vöhl hatten diese Besitzwechsel keinen positiven Effekt.
1661, nach dem Tod des Landgrafen Georg II., gab dessen Sohn und Nachfolger Ludwig VI. das Amt Herrschaft Itter mit dem Hauptort Vöhl als Paragium seinem jüngeren Bruder Georg III. Nach der Vertreibung der Wolff von Gudenberg und nach dem Dreißigjährigen Krieg war das alte Schloss nicht mehr in gutem Zustand. Georg III. ließ es 1663 gründlich renovieren und im Stil des Barock zur Residenz erweitern. Gleichzeitig ließ er auf Hof Lauterbach ein von einem Wassergraben umgebenes Schloss errichten. Diese beiden Anlagen dienten ihm wechselweise als Residenz. Georg starb am 19. Juli 1676 in Hof Lauterbach ohne männliche Nachkommen und Vöhl fiel zurück an die Hauptlinie Hessen-Darmstadt. Die Hofhaltung in Vöhl wurde aufgelöst, und das Hausgerät wurde nach Darmstadt gebracht. An die Zeit Georgs III. von Hessen-Itter erinnern heute sein Hochzeitswappen, der Schlossbrunnen mit den Initialen des Landgrafen und seiner Gemahlin, ein Türmchen in den Resten der Schlossmauer und ein Wappenstein, die alle im Schlosspark zu sehen sind.
1691, unter Landgraf Ernst Ludwig wurde die Herrschaft Itter für 80.000 Gulden an Johann Matthäus Koch von Gailenbach verpfändet. Ob dieser weitere Veränderungen am Schloss in Vöhl vornehmen ließ, ist nicht bekannt. 1695 löste Ernst Ludwig das Pfand wieder ein. Die Schlossanlage in Vöhl wurde landgräfliche Meierei.

## Abbruch und heutiger Zustand

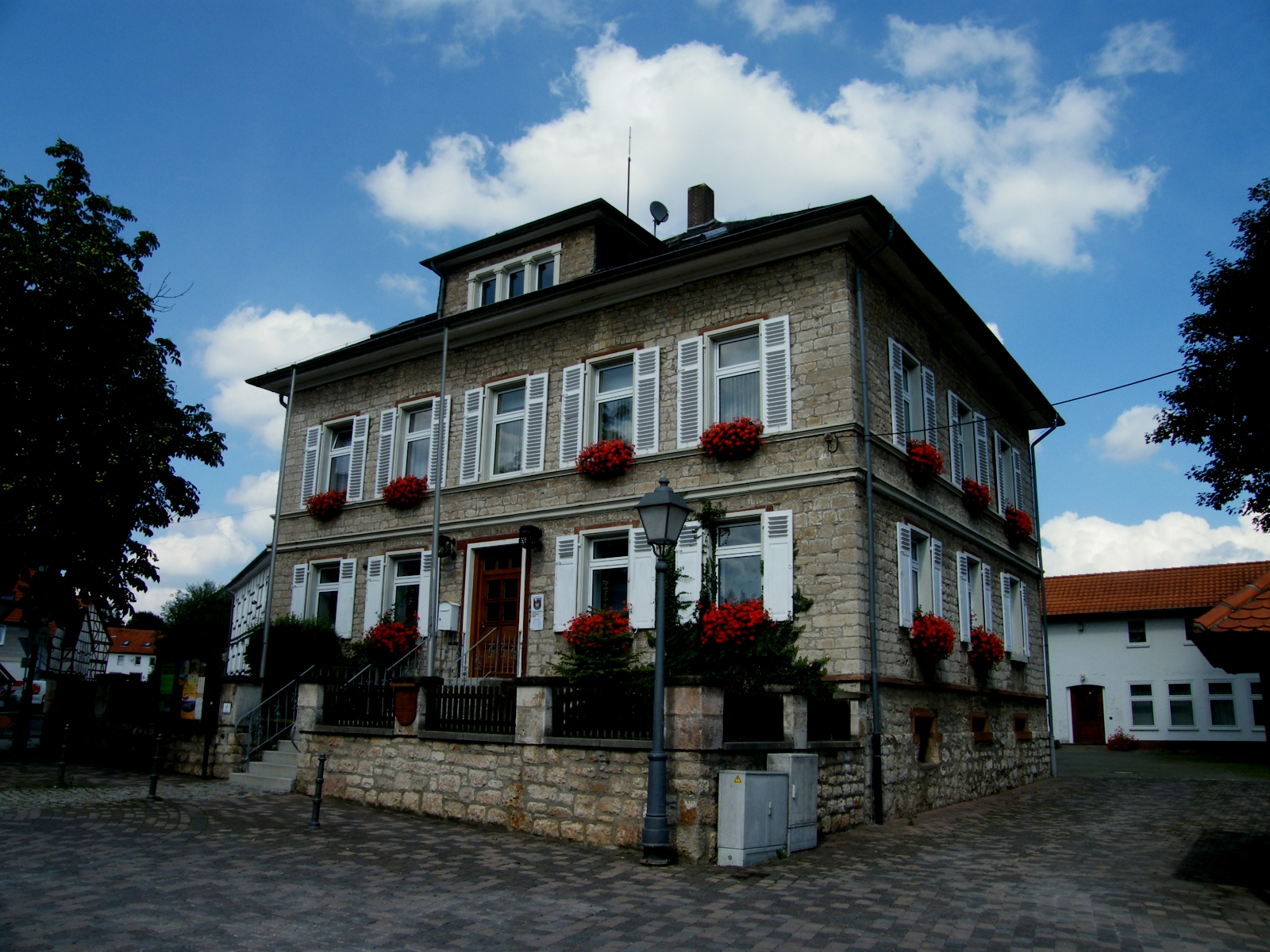
Rathaus der Gemeinde Vöhl

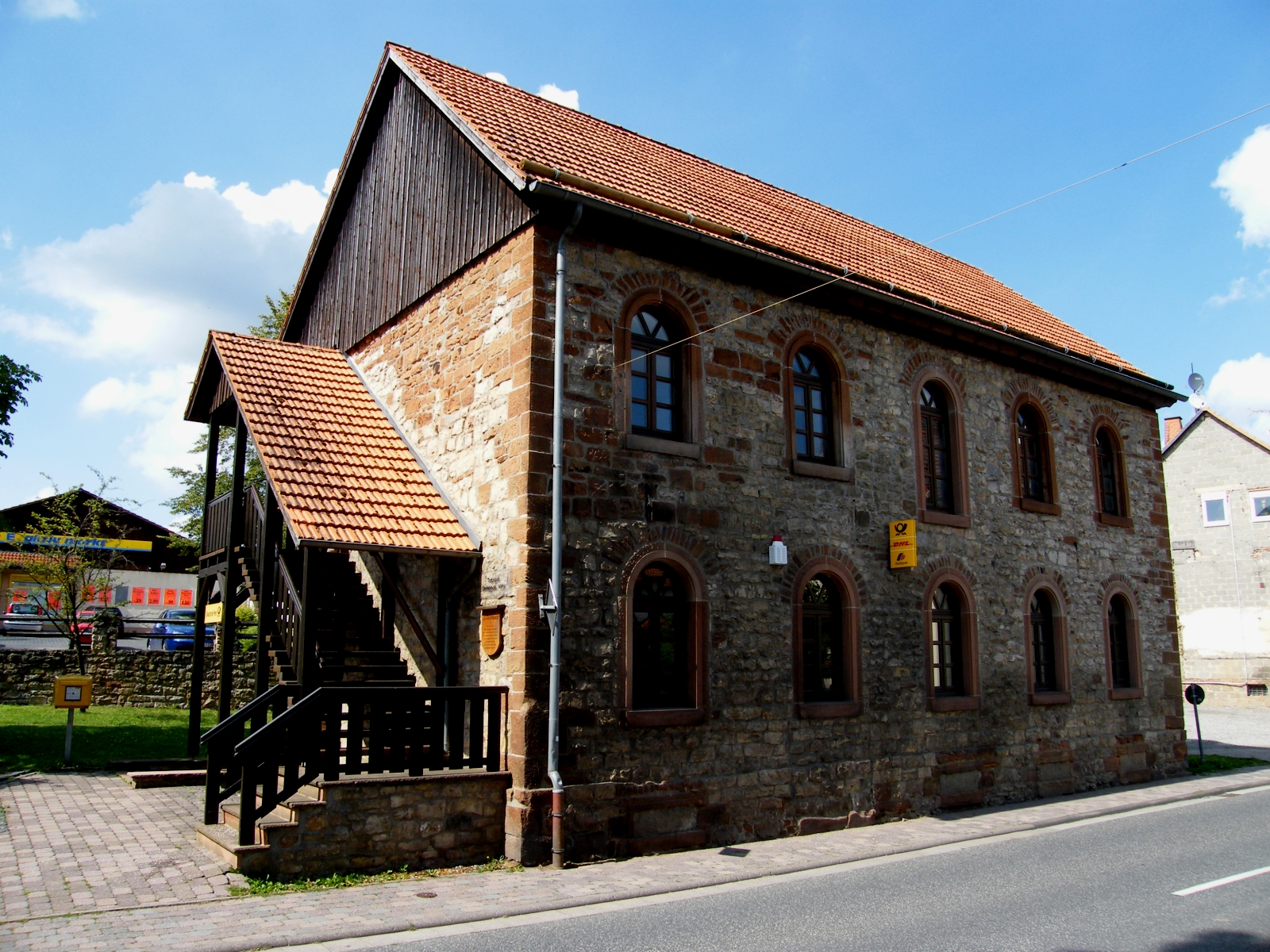
Altes Steinhaus

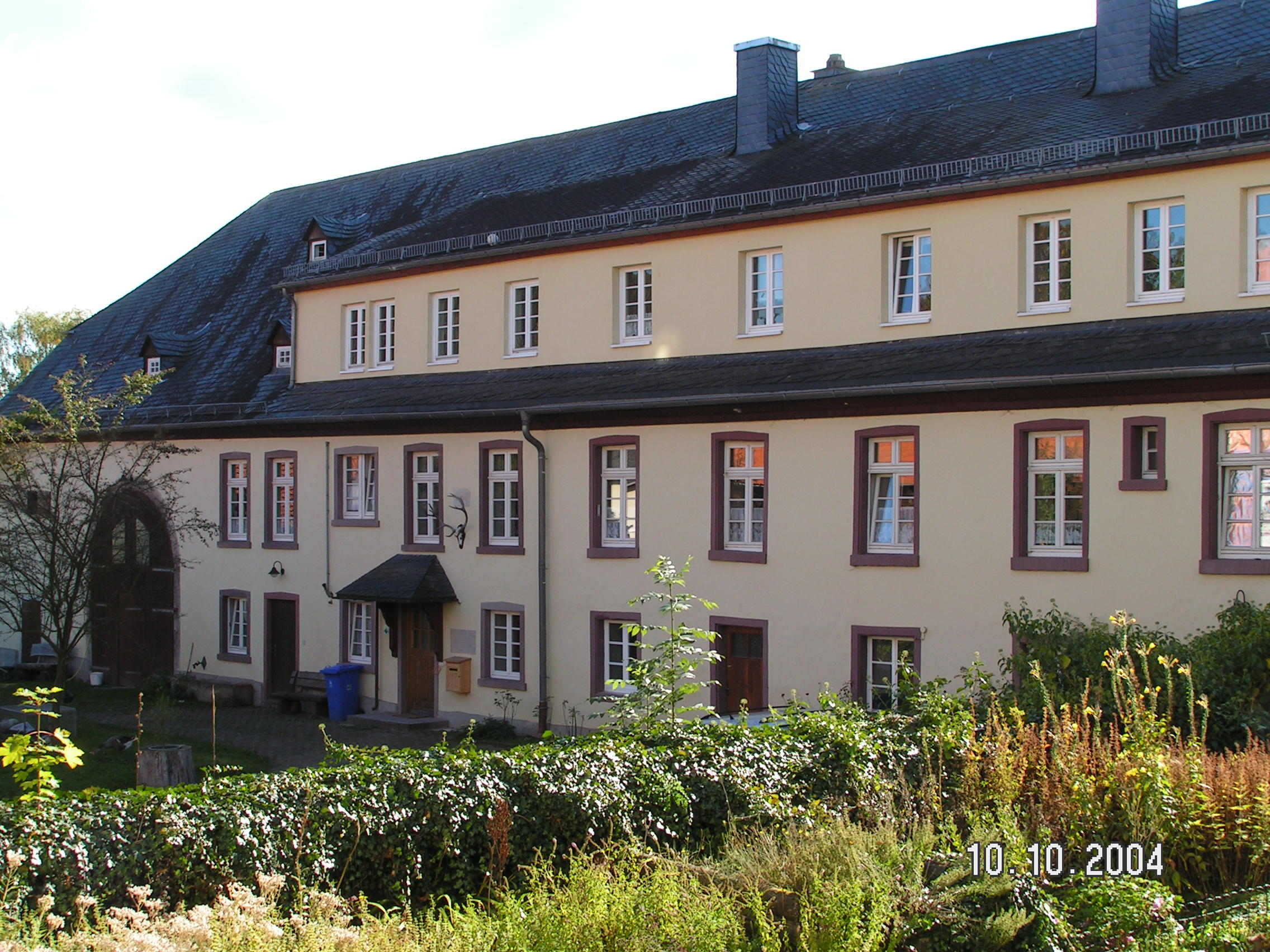
Forstamt Vöhl

Im Jahre 1845 wurde das Schloss als baufällig abgebrochen. Heute erinnern nur noch spärliche Überreste daran. Die Steine der alten Anlage wurden beim Bau neuer Gebäude wiederverwendet:
- Das heutige Rathaus der Gemeinde Vöhl (Schloßstr. 1) wurde in den 1840er Jahren aus Steinen des alten Schlosses als Sitz des Landgerichts Vöhl errichtet.
- Das sogenannte Steinhaus mit Trauzimmer wurde ebenfalls aus Steinen des früheren Schlosses erbaut, allerdings zunächst als Stall; die Gemeinde erwarb das Haus im Zuge der Dorferneuerung um 1990 und baute es um.
- Das heutige Gemeindehaus der evangelischen Kirche wurde Mitte der 1840er Jahre als Schule und Lehrerwohnung aus Steinen des alten Schlosses erbaut.

Zwei weitere Gebäude in Vöhl sind Überbleibsel der ehemaligen Schlossanlage:
- Das Forstamt (Schloßstr. 4) wurde im Jahre 1386 als Wirtschaftsgebäude für die erste Vöhler Burg der Wolff von Gudenberg erbaut. Nach dem Ende der Hofhaltung Georgs III. wurde es herrschaftliches Meiereigut. Ab 1808 war es Dienstsitz des Steuerbeamten (Rezeptur), ab 1866 Dienstwohnung des preußischen Oberförsters, und ab 1930 auch Büro der Oberförsterei Vöhl bzw. des Preußischen Forstamts.[3]
- Der heutige Bauhof der Gemeinde war Bestandteil des Meiereihofes; im 19. Jahrhundert war er wohl Sitz des Kreisrats.

In den 1990er Jahren wurde der Schlosspark hergerichtet, Wege und eine Naturbühne wurden angelegt. Alljährlich findet dort Ende Juni das Schlossparkfest statt.
Koordinaten: 51° 12′ 13″ N, 8° 56′ 47″ O